# العلاقات الأنغولية النرويجية
العلاقات الأنغولية النرويجية هي العلاقات الثنائية التي تجمع بين أنغولا والنرويج.

## مقارنة بين البلدين
هذه مقارنة عامة ومرجعية للدولتين:
| وجه المقارنة                                              | أنغولا           | النرويج                                                   |
| --------------------------------------------------------- | ---------------- | --------------------------------------------------------- |
| المساحة (كم2)                                             | 1.25 مليون       | 385.21 ألف                                                |
| عدد السكان (نسمة)                                         | 29.78 مليون      | 5.33 مليون                                                |
| الكثافة السكانية (ن./كم²)                                 | 23.82            | 13.84                                                     |
| العاصمة                                                   | لواندا           | أوسلو                                                     |
| اللغة الرسمية                                             | اللغة البرتغالية | بوكمول، لغات السامي، نينوشك، اللغة النرويجية              |
| العملة                                                    | كوانزا أنغولي    | كرونة نروجية                                              |
| الناتج المحلي الإجمالي (بليون دولار)                      | 124.21 مليار     | 398.83 مليار                                              |
| الناتج المحلي الإجمالي (تعادل القوة الشرائية) بليون دولار | 184.83 مليار     | 322.23 مليار                                              |
| الناتج المحلي الإجمالي الاسمي للفرد دولار أمريكي          | 4.10 ألف         | 74.40 ألف                                                 |
| الناتج المحلي الإجمالي للفرد دولار أمريكي                 |                  | 65.61 ألف                                                 |
| مؤشر التنمية البشرية                                      | 0.533            | 0.944                                                     |
| رمز المكالمات الدولي                                      | +244             | +47                                                       |
| رمز الإنترنت                                              | .ao              | .no                                                       |
| المنطقة الزمنية                                           | ت ع م+01:00      | ت ع م+01:00، ت ع م+02:00، توقيت وسط أوروبا، أوروبا/أوسلو ‏ |

## منظمات دولية مشتركة
يشترك البلدان في عضوية مجموعة من المنظمات الدولية، منها:
| علم المنظمة | اسم المنظمة                        | تاريخ انضمام أنغولا | تاريخ انضمام النرويج |
| ----------- | ---------------------------------- | ------------------- | -------------------- |
|             | البنك الإفريقي للتنمية             | ?                   | 1963                 |
|             | منظمة الشرطة الجنائية الدولية      | ?                   | ?                    |
|             | منظمة التجارة العالمية             | ?                   | 1995                 |
|             | منظمة حظر الأسلحة الكيميائية       | ?                   | ?                    |
|             | مؤسسة التمويل الدولية              | 19 سبتمبر 1989      | 20 يوليو 1956        |
|             | يونسكو                             | 11 مارس 1977        | 4 نوفمبر 1946        |
|             | البنك الدولي للإنشاء والتعمير      | 19 سبتمبر 1989      | 27 ديسمبر 1945       |
|             | مؤسسة التنمية الدولية              | 19 سبتمبر 1989      | 24 سبتمبر 1960       |
|             | الأمم المتحدة                      | 1 ديسمبر 1976       | 27 نوفمبر 1945       |
|             | وكالة ضمان الاستثمار متعدد الأطراف | 19 سبتمبر 1989      | 9 أغسطس 1989         |
|             | الاتحاد الدولي للاتصالات           | 13 أكتوبر 1976      | 1866                 |
|             | الاتحاد البريدي العالمي            | ?                   | ?                    |

## وصلات خارجية
- موقع وزارة الخارجية الأنغولية
- موقع وزارة الخارجية النرويجية